# Сергеев, Александр Михайлович (старшина)
Александр Михайлович Сергеев (1923 — 1967) — полный кавалер Ордена Славы, участник Великой Отечественной войны, командир миномётного расчёта 172-го гвардейского стрелкового полка, гвардии старшина.

## Биография
Александр Михайлович Сергеев родился 15 ноября 1923 года в селе Чувичи Хворостянского района Самарской области в семье крестьянина. Русский. Член КПСС с 1943 года. До службы в армии окончил 6 классов и работал в колхозе трактористом. В РККА — с марта 1942 года. На фронте — с июля 1942 года.
Командир миномётного расчёта 172-го гвардейского стрелкового полка (57-я гвардейская стрелковая дивизия, 8-я гвардейская армия) гвардии сержант А.М. Сергеев с подчинёнными при отражении контратаки у села Большая Костромка (Апостоловский район Днепропетровской области, Украина) 17 февраля 1944 года метким огнём истребил до 15 гитлеровцев и подавил пулемет. 25 февраля 1944 года, при прорыве обороны противника северо-западнее села Пологи (Широковский район Днепропетровской области) его расчёт уничтожил свыше 10 вражеских солдат и подавил 3 огневые точки. 28 февраля 1944 года, в бою за посёлка Широкое вывел из строя не менее 10 гитлеровцев. 15 марта 1944 года награждён Орденом Славы 3-й степени.
В боях на Заднестровском плацдарме с 10 по 13 мая 1944 года А.М. Сергеев, корректируя огонь, уничтожил 3 БТР, 2 пулемётные точки и свыше 10 гитлеровцев, облегчив стрелковым подразделениям удержание плацдарма. 12 июня 1944 года награждён Орденом Славы 2-й степени.
Гвардии старший сержант А.М. Сергеев 1 августа 1944 года, в числе первых в полку, преодолел реку Висла (10 км восточнее города Варка, Польша) и с выгодной позиции миномётным огнём поразил свыше 10 гитлеровцев и 3 огневые точки. 2 августа 1944 года в боях по расширению плацдарма истребил со своим расчётом до отделения солдат, подбил 2 БТР. 24 марта 1945 года награждён Орденом Славы 1-й степени.
В феврале 1947 года гвардии старшина А.М. Сергеев демобилизован. Жил в селе Чувичи Хворостянского района Самарской области. Работал агрономом в колхозе. Погиб в автокатастрофе 5 ноября 1967 года. Похоронен в родном селе.

## Награды
- Орден Отечественной войны II степени. Приказ командира 4 гвардейского стрелкового корпуса № 182/н от 15 мая 1945 года.
- Орден Славы I степени (№ 530). Указ Президиума Верховного Совета СССР от 24 марта 1945 года.
- Орден Славы II степени (№ 2048). Приказ Военного совета 8 гвардейской армии № 236/н от 12 июня 1944 года.
- Орден Славы III степени (№ 31029). Приказ командира 57 гвардейской стрелковой дивизии № 050 от 15 марта 1944 года.
- Медаль «За отвагу».Приказ командира 172 гвардейского стрелкового полка № 01/н от 28 декабря 1942 года.
- Медали СССР.